# Trois-Rivières, Guadeloupe
Trois-Rivières là một xã thuộc tỉnh Guadeloupe vùng lãnh thổ hải ngoại Guadeloupe của Pháp ở biển Caribbean.

## Thành phố kết nghĩa
- La Ferté-Saint-Aubin, Loiret, Pháp.